# Abigail (film, 2024)
Abigail je americká filmová upírská hororová komedie z roku 2024, kterou režírovali Matt Bettinelli-Olpin a Tyler Gillett a napsali Stephen Shields a Guy Busick. V titulní roli se představila Alisha Weirová, v dalších rolích hráli Melissa Barrera, Dan Stevens, Kathryn Newton, Will Catlett, Kevin Durand, Angus Cloud (ve svém posledním vystoupení na plátně) a Giancarlo Esposito. Film sleduje skupinu únosců, kteří zajmou dceru mocné postavy z podsvětí a požadují za její propuštění 50 milionů dolarů, aniž by tušili něco zlověstného.
Původně adaptace filmu Draculova dcera (1936) byla ohlášena na duben 2023, režie se ujali Bettinelli-Olpin a Gillett a k napsání scénáře byli najati Shields a Busick. Bylo také oznámeno, že film vznikne v koprodukci společností Radio Silence Productions Bettinelli-Olpina, Gilletta a Chad Villella, Project X Entertainment Jamese Vanderbilta, Paula Neinsteina a Williama Sheraka a Vinson Films Trippa Vinsona. Rozpočet činil 28 milionů dolarů.
Světová premiéra filmu Abigail se uskutečnila 7. dubna 2024 na filmovém festivalu Overlook a 19. dubna jej společnost Universal Pictures uvedla do amerických kin. Film získal vesměs pozitivní recenze kritiků a utržil 42,4 milionu dolarů.

## Děj
Mladá baletka Abigail je unesena šesti zločinci a odvezena do odlehlého sídla Wilhelm Manor. Jejich vůdce Lambert je před odjezdem instruuje, aby Abigail 24 hodin hlídali – poté obdrží každý podíl z výkupného 50 milionů dolarů od jejího otce. Skupina používá přezdívky, aby se navzájem neidentifikovala: bývalá armádní zdravotnice Joey, bývalý detektiv NYPD Frank, hacker Sammy, ostřelovač Rickles, mafiánský ranař Peter a psychopatický řidič Dean.
Joey, která má vlastní dítě, je vůči Abigail soucitná. Abigail jí prozradí, že otec se o ni nezajímá a výkupné nezaplatí – a že se Joey brzy stane něco zlého. Frank zjistí, že Abigail je dcerou obávaného zločineckého bosse Kristofa Lazaara. Dean je v suterénu zabit neznámým útočníkem, a když ostatní objeví jeho bezhlavé tělo, dojde jim, že v domě je Lazaarův legendární zabiják Valdez.
Brzy vyjde najevo, že Abigail sama je Valdez – upír. Frank ji postřelí, ale zranění se jí okamžitě zahojí. Skupina se jí pokouší čelit klasickými prostředky proti upírům, ale nic nezabírá. Joey ji nakonec omámí a zamkne do klece.
Abigail prozradí, že se členy skupiny nechala unést sama, protože v minulosti ublížili Lazaarovi, a chce je zlikvidovat, aby si získala otcovo uznání. Ze zajetí snadno unikne. Sammy se promění v jejího upířího sluhu a zabije Petera. Joey ho později zničí pomocí odraženého slunečního světla.
Lambert naláká Joey a Franka do bezpečnostní místnosti a prozradí, že ho Abigail kdysi proměnila v upíra, když pomohl Frankovi uniknout Lazaarovi. Frank se nechá proměnit, aby mohl zabít Abigail a jejího otce, ale místo toho zabije Lamberta. Při střetu s Abigail ji přemůže a vysaje jí krev. Frank se pokusí proměnit Joey, aby se stala jeho služebnicí, ale to se mu nepodaří – je nezkušený. Joey se spojí s oslabenou Abigail a Franka zabijí.
Na konci Lazaar přijde a vyhrožuje Joey. Abigail se jí zastane a připomene mu, že Joey tu pro ni byla víc než on sám. Lazaar nakonec ustoupí a dovolí Joey odejít.